# 宮原景晴
宮原 景晴（みやはら かげはる、? - 寛永元年（1624年））は、戦国時代から江戸時代初期にかけての薩摩国島津氏の家臣。官位は左近将監、入道名は秋扇。兄は宮原景次。子は宮原景衡。後年の姓は仁礼氏。
兄の景次は宮原景種の婿養子となっていたが、永禄11年（1568年）の菱刈氏との合戦で討ち死にしたため、弟の景晴が婿養子となった（景種と景次、何れの婿養子かは不詳）。天正6年（1578年）の新納石城攻めで軍功を為した。串木野（現・鹿児島県いちき串木野市）の地頭となって以降は、天正9年（1581年）の水俣城攻めや天正14年（1586年）の岩屋城の戦いに参加した。
その後は島津義弘の家老代を務め、紙屋（現・宮崎県小林市野尻町）や阿久根（現・鹿児島県阿久根市）の地頭も務める。慶長4年（1599年）に心岳寺の普請奉行を仰せ付かり、出水（現・鹿児島県出水市）の高尾野城の普請役となった頃に出水の地頭にも任じられた。
元和4年（1618年）に嫡子の景衡が琉球検地の帰りに船が沈み水死すると、元和6年（1620年）に景衡の婿養子として仁礼景頼（三原重貞の子。元の名を別府小吉とする仁礼頼景とは別人）を迎えたのを機に姓を仁礼氏に改める。
寛永元年（1624年）に、出水の高尾野で病死した。